# جيف واين
جيف واين (بالإنجليزية: Jeff Wayne)‏ هو مغني وكاتب أغاني وملحن أمريكي، ولد في 1 يوليو 1943 في Forest Hills, Queens ‏ في الولايات المتحدة.

## وصلات خارجية
- الموقع الرسمي
- جيف واين على موقع IMDb (الإنجليزية)
- جيف واين على موقع ميوزك برينز (الإنجليزية)
- جيف واين على موقع أول ميوزيك (الإنجليزية)
- جيف واين على موقع ديسكوغز (الإنجليزية)
- جيف واين على موقع قاعدة بيانات الفيلم (الإنجليزية)